# Kejserriget Korea
Kejserriget Korea (hangul: 대한제국, hanja: 大韓帝國, revideret romanisering af koreansk: Daehan-jeguk, mr: Taehan Cheguk, direkte oversat Det store koreanske kejserrige, officielt engelsk navn: The Corean Empire) var et koreansk monarki, som efterfulgte det koreanske kongerige Joseon. Kejserriget blev erklæret af Kong Gojong i oktober 1897 fra hans palads Gyeongun-gung, og han overså selv moderniseringen, som fulgte, af militærvæsenet, økonomien, administrativ inddeling, uddannelse og industriudvikling. Reformen var ikke specielt radikal og landet gled i årene, som fulgte, fortsat i retning af at være underordnet større nationer, deriblandt Rusland og Japan. 22. august 1910 blev Korea annekteret af Kejserriget Japan.

## Baggrund
Den første kinesisk-japanske krig (1894 – 1895) markerede starten på den reducerede kongemagt, som Joseon-kongerne frem til da havde kunnet opretholde og bruge mod udenlandsk indflydelse. Krigens kampe var blevet udkæmpet på koreansk jord og i koreansk farvand.
Kejserriget Japans sejr over det svækkede Qiung-dynast gjorde, at Japan kunne påtvinge Kina Shimonoseki-traktaten, der blandt andet Japan fik kontrol over Liaodonghalvøen foruden, at Kina anerkendte Koreas "fulde og omfattende suverænitet", hvilket i datidens realiteter gjorde, at den tidligere kinesiske vasalstat nu blev til et japansk protektorat. Rusland forstod traktaten således som Japan havde ment den, at hindre Ruslands ekspansion syd over. Rusland fik til sidst Tyskland og Frankrig med på, at Liaodong skulle tilbageføres til Kina. Japan kunne foreløbig ikke udfordre en sådan magt og gik med på det russiske krav knyttet til Liaodong.
Den russiske succes gjorde, at landets magt og indflydelse i området igen voksede, dels på bekostning af Qing-Kina. Mange af Joseon-hoffets rådgivere foreslog, at der skulle knyttes tættere bånd til Rusland for at sikre landets selvstændighed. Dronning Min (senere Kejserinde Myeongseong), Gojongs kone, anerkendte, at man måtte forholde sig til ændringerne og etablerede tættere diplomatiske forbindelser med Rusland for at dæmme op mod stigende japansk indflydelse. Hun selv blev en stadig vigtigere politisk figur. Japan på sin side så dronningen som en trussel mod sine interesser og udskiftede først sin ambassadør i Korea, Inoue Kaoru, med Miura Goro, som var en diplomat med militær baggrund. Det er kendt, at han organiserede og gennemførte attentatet mod dronning Min den 8. oktober 1895 i hendes egen residens Geoncheong, som var kongeparrets officielle logi i Gyeongbokpaladset.

## Proklamationen
Efter attentatet mod Keiserinde Myeongseong flygtede Kong Gojong med sin søn, kronprins Sunjong, til den russiske legation i 1896. I tiden fra dronningens død til kongens tilbagevenden fra den russiske beskyttelse gennemgik Korea store ændringer. I 1894 blev der vedtaget nye love efter forskrifter af pro-japanske tjenestemænd i kongens eget kabinet, som gennemtvang gamle reformplaner for at modernisere det gamle koreanske samfund. Reformerne blev kaldt for Gaboreformerne med henvisning til 1894, året da de blev iværksatte.
Reformerne blev imidlertid ikke gennemført uden modstand. Anti-japanske strømninger i det koreanske samfund havde sine rødder tilbage til Imjinkrigen i slutningen af 1500-tallet. Indad i den koreanske kongens hof blev sådanne opfattelser ikke udbredte før, Korea blev påtvunget Ganghwatraktaten i 1876. Strømningerne fik stadig stærkere udtryk i befolkningen efter traktaten og som en følge af Japans stadig oftere og mere intense indblanding i koreansk politik.
En af de mest kontroversielle reformer var, at den mandlige befolkning blev tvunget til at afskære den traditionelle hårknude (Sangtu, 상투). Protesterne toppede med Eulmi-hændelsen i 1895 og det japansk-ledede drab på Kejserinde Myeongseong.
Kong Gojong blev i 1897, efter pres fra andre nationer og fra den koreanske opinion ledet af stærke uafhængighedsgrupper, tvunget til at returnere til Gyeongungung (nu Deoksugung). Der proklamerede han etableringen af Kejserriget Korea, idet også landets navn blev ændret, og erklærede det nye æra-navn Gwangmu (Hangul: 광무, Hanja: 光武, direkte oversat: lysets kriger). Korea afviklede sit forhold som skatteland og vasalstat under Qing-Kina, som man havde holdt fast ved siden før den anden manchuinvasion af Korea i 1636. Titlen kong Gojong blev til kejser Gwangmu, kejserrigets første kejser og statsoverhoved i det suveræne Kejserriget Korea. Den gamle verdensorden baseret på venskabelig afhængighed i det fjerne østen var ovre. Koreas nye status som kejserrige betød en fristilling fra det kinesiske rige. Freden i Shimonoseki fra 1895 slog allerede fast, at Kina anerkendte Koreas "fulde og omfattende suverænitet". Den svækkede Kinas indflydelse men styrkede Japans og Ruslands indflydelse i regionen.
Navnet på det nye kejserrige, 대한제국, som direkte oversat betyder Det store Han-kejserrige, blev taget for at genoplive minderne fra Samhan-konføderation til de tidlige tre kongedømmer. Man fulgte traditionen ved at give det nye kejserrige navn efter en historisk stat.

## Vestliggørelsen af politikken

### Baggrund
Ledende koreanske myndighedspersoner og intellektuelle mente, at der var stort behov for omfattende reformer for at modernisere landet, efter at have studeret andre nationer, der i blandt Japans modernisering. Flere studieturer udenlands førte til, at stadig mere information om omverdenen fandt vej ind til det da lukkede land. Man blev særlig opmærksom på, at modernisering også indebar øget indflydelse. De mest reformvillige sørgede for at gennemføre Gaboreformerne i 1894, mens de mere moderate reformvillige gennemførte Gwangmureformerne efter etableringen af kejserriget.
Amerikanske missionærer, som havde nære forbindelser med det kongelige hof, hjalp til med at sprede propaganda for den vestlige kultur. Med kongelig finansiering og støtte introducerede den amerikanske læge og missionær Horace N. Allen vestlig medicin ved at etablere Gwanghyewon, det ældste vestligt inspirerede sygehus i Korea. Missionærerne bidrog også til at uddanne koreanske kvinder, som frem til da ikke havde fået mulighed for at få nogen form for uddannelse.

### Konsekvenser
22. august 1904 blev den første traktat mellem Japan og Korea, Den japansk-koreanske enighed af august 1904, underskrevet. Den var først og fremmest en handelsaftale men begrænsede koreansk handlefrihed ved, at man måtte konsultere Japan før man etablerede handelsaftaler med andre lande men også før, at man indgik aftaler med andre udlændinge. Taft-Katsura-aftalen var et hemmeligt diplomatisk memorandum mellem Japan og USA og blev underskrevet den 29. juli 1905. Det bestod af en række punkter knyttede til japansk-amerikanske forbindelser. Den japanske statsminister Katsura Taro benyttede den amerikanske krigsminister William Howard Tafts besøg i Tokyo til at få en udtalelse fra ham vedrørende hans syn på det koreanske spørgsmål. Taft udtrykker i memorandumet hvordan, Japan i et suverænitetsforhold over Korea kan "bidrage til en varig fred i det fjerne østen".
I september 1905 underskrev Rusland og Japan Portsmouth-traktaten, som gjorde ende på den russisk-japanske krig og en gang for alle konsoliderede Japans indflydelse over Korea. Kejser Gwangmu sendte i efteråret 1905 hemmelige diplomatiske repræsentanter ud for at præsentere landets syn på det, som var sket, over for andre nationer. Korea var i en relativt desperat situation, hvor statens suverænitet stod på spil. Hemmelighedsholdet var nødvendig, fordi de normale diplomatiske kanaler var overvågede af Japan.
17. november 1905 blev Eulsatraktaten underskrevet i Korea. Det koreanske udenrigsdepartements segl var stjålet og benyttet på dokumentet, som ellers var forberedt af Japan. En uge efter den påtvungne traktat trak USA sin legation tilbage fra Korea, selv før Korea gjorde USA opmærksom på landets nye status som protektorat.
International lov og praksis blev brugt mod et land, som sagte men sikkert gik mod modernisering. Med sit svage og umoderne militærvæsen, mangel på en klar suverænitetshævdelse og sit langvarige afhængighedsforhold til Qing-Kina formåede Korea ikke at holde sig fri for udenlandsk pres.
Kejser Gwangmu blev til sidst tvunget til at abdicere i 1907 til fordel for sin søn, kejser Yeonghui, som blev den anden og sidste kejser af Korea. Nådestødet for Gwangmus kejsergerning var hans forsøg på at påvirke international opinion ved at sende tre emissærer til den anden fredskonference i Haag, Nederlandene i 1907.
Delegationen forsøgte at genvinde kejserrigets suverænitet. Datidens stormagter nægtede imidlertid at tillade, at Korea skulle kunne tage del i konferencen, fordi det stred mod principperne i Eulsa-traktaten. Dette syntes også at være det mest naturlige og nyttige på højden af de europæiske nationers egen kolonialisme.
22. august 1910 blev Korea annekteret af Japan ved den påtvungne japansk-koreanske annekteringstraktat. Den blev begyndelsen på Japans overherredømme i Korea, som skulle vare i 35 år, eller til udgangen af 2. verdenskrig. Korea blev frataget al suverænitet som egen nation.

## Diplomatiske forbindelser
- Kejserriget Japan: 1876-1910
- USA: 1882-1905
- Det forenede kongerige Storbritannien og Irland: 1882-1905
- Det tyske kejserrige: 1883-1905
- Kongeriget Italien: 1884-1905
- Det russiske kejserrige: 1884-1905
- Den tredje franske republik: 1886-1905
- Østrig-Ungarn: 1892-1905
- Qing-dynastiet: 1899-1905
- Belgien: 1901-1905
- Danmark: 1902-1905